# NWSL Challenge Cup
Der NWSL Challenge Cup ist ein jährlich Frauenfußballveranstaltung in den Vereinigten Staaten. Er wird von der National Women’s Soccer League (NWSL), der höchsten Spielklasse und einzigen Profiliga, organisiert und steht allen Teams der NWSL offen.
Der Challenge Cup wurde im Jahr 2020 erstmals ausgetragen und stellte den Wiederbeginn der NWSL während der COVID-19-Pandemie dar. Im November 2020 gab die NWSL bekannt, dass der Challenge Cup künftig regulär als Ligapokal ausgetragen werden soll.
Nach der Saison 2023 wurde der Challenge Cup von einem Ligapokal in einen Supercup umgewandelt. Der Challenge Cup ist nun ein Einzelspiel zwischen dem amtierenden NWSL-Meister und dem aktuellen Inhaber des NWSL Shield und wird dem Team mit der besten Bilanz der regulären Saison verliehen. Sollte ein Team sowohl die Meisterschaft als auch das Shield gewinnen, ist der Challenge Cup eine Neuauflage des Meisterschaftsspiels der vorherigen Saison.

## Statistik

### Rangliste
| Team                   | Siege | Finalteilnahmen |
| ---------------------- | ----- | --------------- |
| North Carolina Courage | 2     | 0               |
| Washington Spirit      | 1     | 2               |
| Houston Dash           | 1     | 0               |
| San Diego Wave FC      | 1     | 0               |
| Portland Thorns FC     | 1     | 0               |
| NJ/NY Gotham FC        | 0     | 2               |
| Chicago Stars          | 0     | 1               |
| Racing Louisville FC   | 0     | 1               |
| Orlando Pride          | 0     | 1               |

### Finals
| Jahr | Sieger                 | Zweitplatzierter     | Ergebnis             | Datum                        | Spielort                  | Zuschauer | Schiedsrichter(in) |
| ---- | ---------------------- | -------------------- | -------------------- | ---------------------------- | ------------------------- | --------- | ------------------ |
| 2020 | Houston Dash           | Chicago Red Stars    | 2:0                  | 26. Juli 2020, 10:30 Uhr     | Rio Tinto Stadium, Sandy  | keine     | Katja Koroleva     |
| 2021 | Portland Thorns FC     | NJ/NY Gotham FC      | 6:5 i. E. (1:0, 1:1) | 8. Mai 2021, 10:00 Uhr       | Providence Park, Portland | ≈4.000    | Natalie Simon      |
| 2022 | North Carolina Courage | Washington Spirit    | 2:1                  | 7. Mai 2022, 13:00 Uhr       | WakeMed Soccer Park, Cary | 3.163     | Katja Koroleva     |
| 2023 | North Carolina Courage | Racing Louisville FC | 2:0                  | 9. September 2023, 12:30 Uhr | WakeMed Soccer Park, Cary | 3.068     | Alex Billeter      |
| 2024 | San Diego Wave FC      | NJ/NY Gotham FC      | 1:0                  | 15. März 2024, 20:00 Uhr     | Red Bull Arena, Harrison  | 14.241    | Danielle Chesky    |
| 2025 | Washington Spirit      | Orlando Pride        | 4:2 i. E. (1:1)      | 8. März 2025, 20.00 Uhr      | Inter&Co Stadium, Orlando |           | Alex Billeter      |